# Ata je spet pijan
Ata je spet pijan je družbeni roman Dušana Čatra; izšel je leta 2002 pri Študentski založbi. Roman je bil ponatisnjen leta 2004 pri DZS v zbirki Slovenska zgodba.

## Vsebina
Roman je napisan kot spomin, iz distance, obdan z zgodbo iz Latinske Amerike, kamor je prvoosebni pripovedovalec Čatko pobegnil iz rodne Slovenije zaradi težav, v katere je zabredel. Ata Čatko se namreč ukvarja z umazanimi posli nasilnega izterjevanja denarja. Navadno jo odnese brez neljubih posledic, tokrat pa ga je ena od izterjevanih oseb prepoznala v časopisu in mu grozila. Da bi zaščitil svojo sicer zapostavljeno družino, ata osebo ubije in jo popiha v Argentino, poslovivši se od dotedanjega razburljivega življenja, ki mu sedaj v »novem svetu« predstavlja predvsem životarjenje ob dobri kapljici, belem prahu in ženskah. Vrniti domov se ne sme, sicer pa o tem niti ne razmišlja. Doma ga čakata žena Lola ter sin Tin, pa tudi stalna ljubica, številne slučajnice, pivski prijatelji, bohemi, in nenazadnje kolegi v »poklicu« – mafijski izterjevalci.